# Gelbbindige Furchenbiene

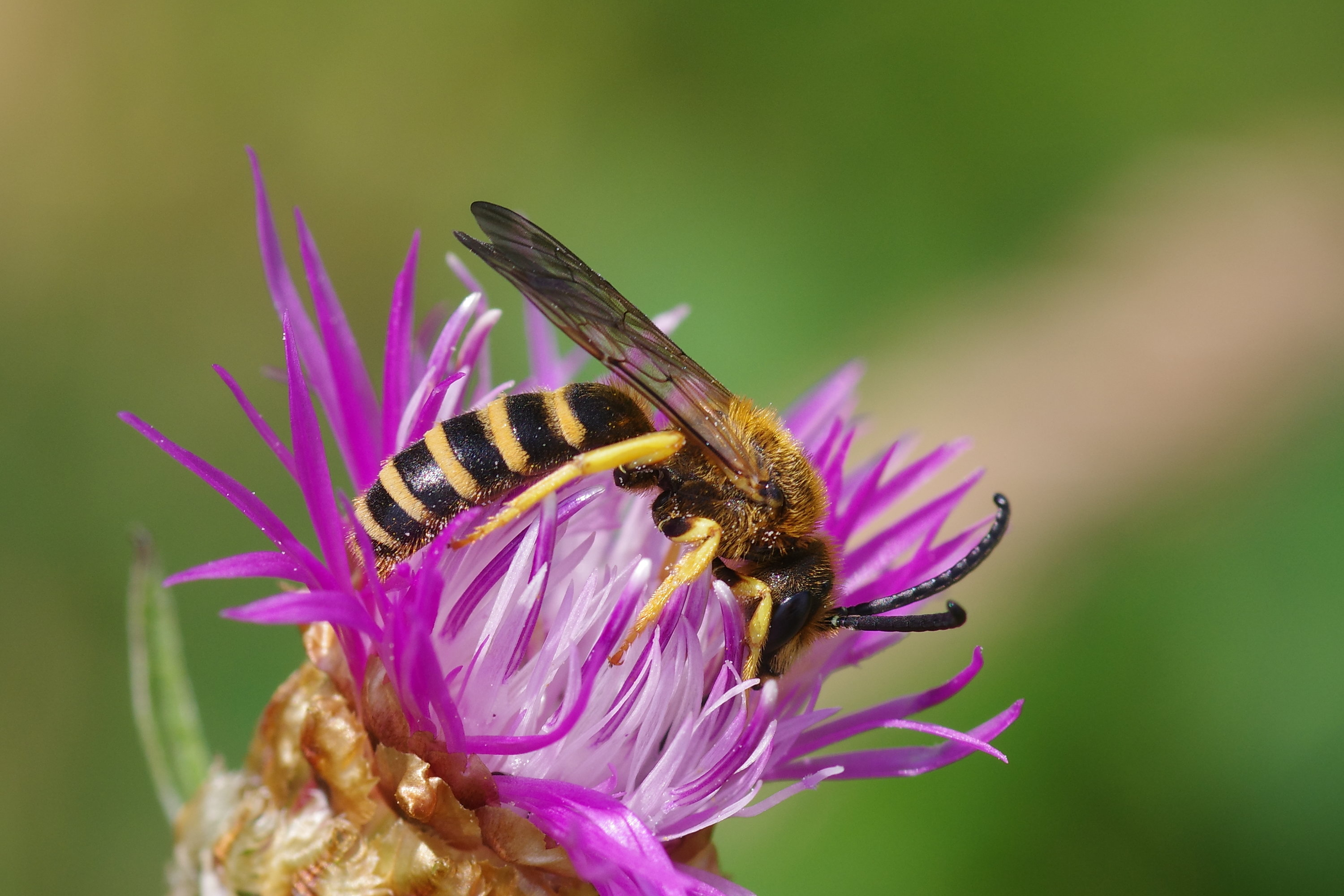
Männchen

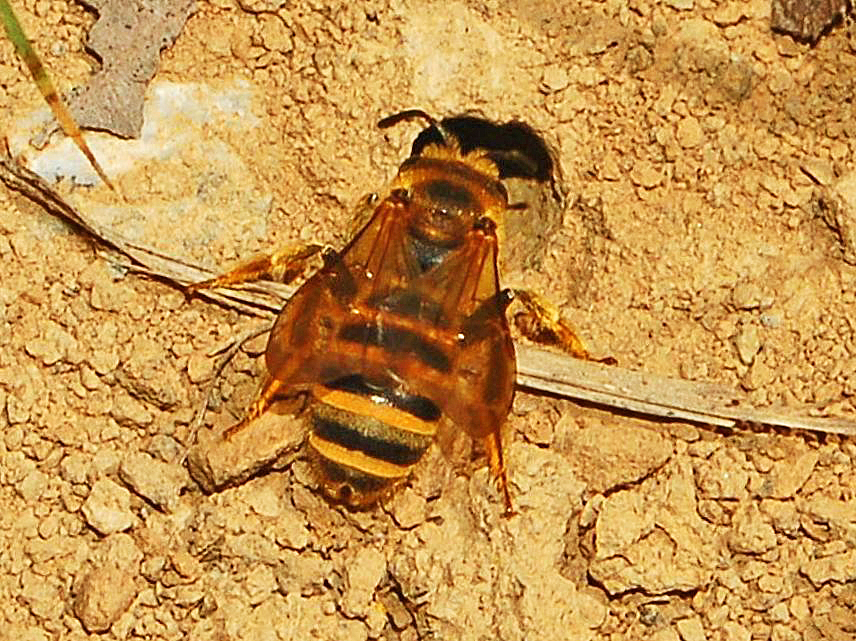
Weibchen am Nesteingang

Die Gelbbindige Furchenbiene (Halictus scabiosae) ist eine Bienenart aus der Gattung Halictus innerhalb der Familie der Halictidae (Schmal- und Furchenbienen). Die Art wurde im Jahr 2018 als Wildbiene des Jahres gekürt.

## Merkmale
Die Bienen haben ungefähr die Größe von Honigbienen. Sie sind anhand der Bandmusterung auf den Tergiten ihres Hinterleibs relativ leicht bestimmbar. Die Männchen sind schlanker als die Weibchen. Die schwarzen Bänder an den Tergiten 2 bis 4 der Weibchen sind jeweils an der Vorderseite von einem hellbraunen Band und an der Hinterseite von einem gelben Band gesäumt. Die Männchen besitzen auf den Tergiten 2 bis 6 jeweils ein weißliches Band auf der Hinterseite der schwarzen Bänder. Die hinteren Tibien der Männchen sind fast vollständig gelb. Dadurch unterscheiden sie sich von den Männchen der verwandten Arten H. eurygnathus und H. quadricinctus, deren Tibia schwarze Flecke aufweisen.

## Verbreitung
Die Art ist in den südlichen und mittleren Teilen Europas verbreitet. Ihr Vorkommen erstreckt sich vom Mittelmeerraum einschließlich Nordafrika über Mitteleuropa bis nach Ungarn und ins Baltikum. Die Art fehlt in Großbritannien, kommt jedoch auf den Kanalinseln vor. Im Osten reicht das Verbreitungsgebiet über Kleinasien bis in den Mittleren Osten. In Deutschland erfolgte seit 1990 eine Ausbreitung von den südlichen Bundesländern her über Niedersachsen bis nach Schleswig-Holstein.

## Lebensweise

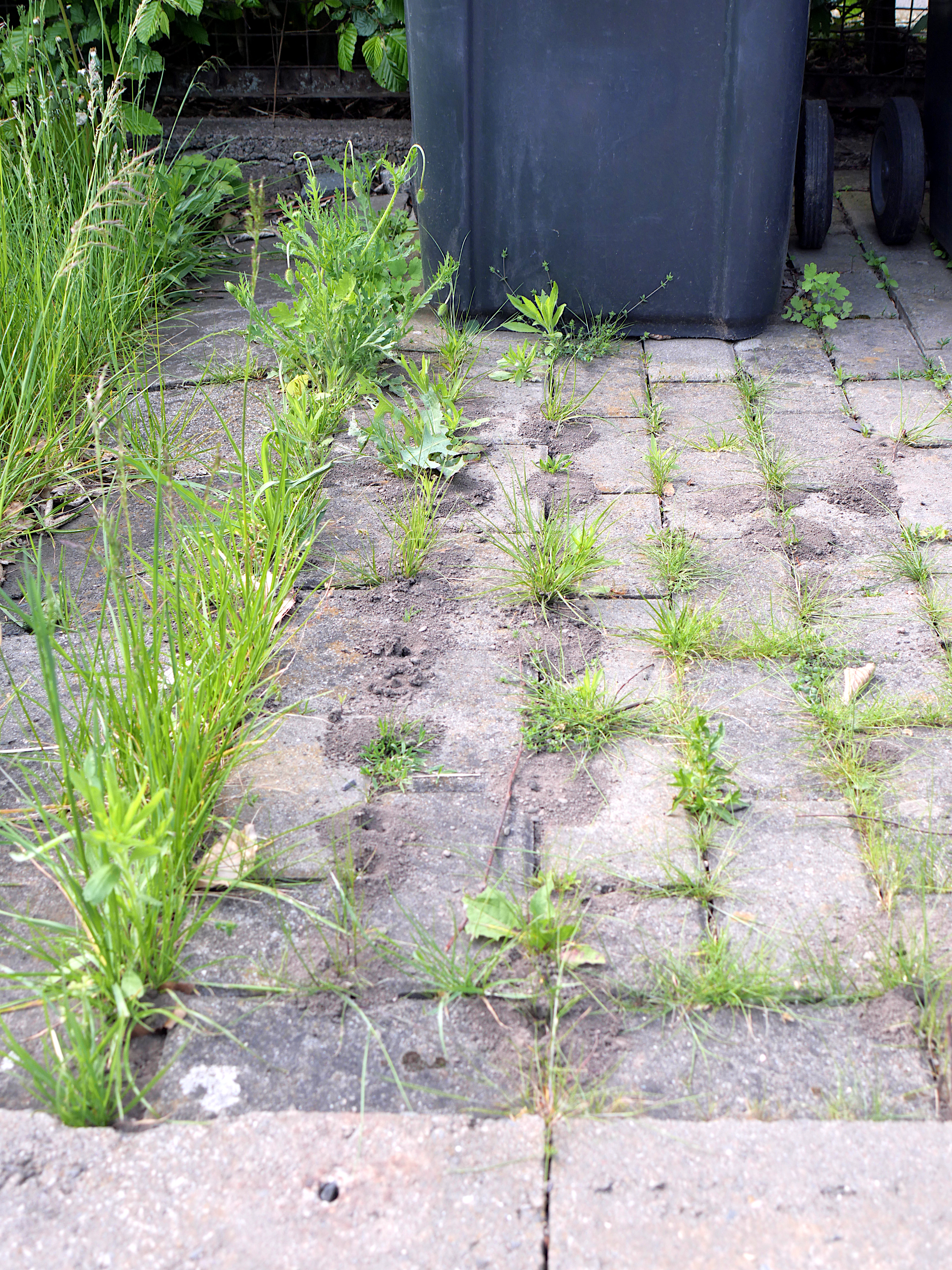
Aggregation von Nisthöhlen zwischen Pflastersteinen

Die Bienen legen ihre Höhlennester häufig als eine Aggregation an. Die Nester werden sowohl auf ebenen Flächen als auch an senkrechten Hängen gebaut. Das Erdreich besteht gewöhnlich aus Sand oder weichem Gestein. Die überwinternden Weibchen erscheinen im April, die Imagines (sowohl Männchen als auch Weibchen) der neuen Generation im Juli. Das Sozialverhalten der Bienenart kann eusozial oder kommunal sein. Die Bienen besuchen Korbblütler (Asteraceae), insbesondere Disteln, Flockenblumen und Ferkelkräuter.

## Taxonomie
Die Art wurde von Pietro Rossi im Jahr 1790 als Apis scabiosae erstbeschrieben. Weitere Synonyme sind:
- Hylaeus alternans Fabricius, 1793
- Halictus zebrus Walckenaer, 1817
- Halictus griseozonatus Dours, 1872
- Halictus scabiosae powelli Cockerell, 1931